# Sul ponticello
Sul ponticello (it). Término italiano que indica un especial efecto sonoro producido cuando el ejecutante de un instrumento de cuerda frotada conduce el arco en las cercanías del puente. El resultado sonoro puede tener muchas variantes en rango de timbres, desde una ligera coloración hasta el completo debilitamiento de la nota fundamental que produce la elevación de los parciales armónicos y del que se obtiene un sonido áspero y des-timbrado. La explicación acústica la encontramos en el descubrimiento del científico Thomas Young que, en 1800, explicaba cómo algunos armónicos parciales podían ser ampliados o eliminados al pasar el arco por diferentes puntos a lo largo de la longitud de la cuerda. Es por esto que, si excitamos la cuerda en las cercanías del puente, donde tiene lugar el nodo de la nota fundamental, se consigue su debilitamiento o desaparición pasando a funcionar el segundo armónico como una nueva fundamental. 

## Historia
Según el diccionario de términos de golpes de arco publicado por ASTA en 1987, el primer compositor en utilizarlo fue Carlo Farina en su obra para violín "Capricho Stravagante" de 1627; aunque autores como Patricia Strange & Allen Strange hablan de que tenemos noticia de su uso ya en el tratado Regola Rubertina de Sylvestro Ganassi, para Boyden esto no significa que se utilizara este recurso  en una fecha tan temprana.
Este recurso que no fue muy del agrado de los compositores en la época clásica, fue, sin embargo, muy utilizado en la música orquestal posterior, y solía ir acompañado de otros, muy comúnmente se utiliza junto con el trémolo. Ejemplos de este encontramos por ejemplo en Volière del Carnaval de los animales de Saint-Saëns.
Un ejemplo característico lo encontramos en el primer tiempo de la Sonata n.º 1 para violín y piano de Bartok.
Ejemplos en la música de cámara tenemos por ejemplo en el trío op,45 para violín, viola y chelo de Arnold Schoenberg. 
György Ligeti utilizó este recurso en su obra para orquesta de cuerda Ramifications. En ella, distintos timbres se van sucediendo durante tres redondas con calderón, cambiando los diferentes puntos de ataque empezando a trasladarse en la primera redonda hacia el diapasón (sul tasto); hacia las cercanías del puente en la segunda; y hacia la zona convencional en la tercera.

## Clasificación
Este tipo de golpe de arco pertenece a los llamados sonidos no convencionales que dependen del ¨"punto de generación" en el que el arco toma contacto con la cuerda. Podemos encontrar, además del señalado, los siguientes efectos o sonidos (entrarían dentro de las consideradas "técnicas extendidas"):
- Sul tasto
- Sub ponticello. El arco pasa por detrás del puente.  
- El arco pasa bajo las cuerdas. Al pasar el arco bajo las cuerdas, con las cerdas hacia arriba, se consiguen tocar las dos cuerdas extremas "mi" y "sol" simultáneamente y sin ningún sonido interpuesto. 
- El arco pasa sobre una porción no resonante de las cuerdas (entre los dedos de la mano izquierda y la cejilla superior) 
- El arco pasa sobre las clavijas o cualquier otra parte física del violín.